# Хендерсон, Джефф
Джефф Хендерсон (англ. Jeff Henderson; род. 19 февраля 1989, Норт-Литл-Рок, Арканзас) — американский легкоатлет, который специализируется в прыжках в длину. Олимпийский чемпион 2016 года, чемпион Панамериканских игр 2015 года.

## Карьера
28 сентября 2019 года Джефф в Дохе стал серебряным призёром чемпионата мира в прыжках в длину, показав результат — 8,39 метра, это лучший его личный результат, и уступив победителю 30 сантиметров.

## Основные результаты
| Год  | Соревнование                                  | Место проведения         | Место   | Результат |
| ---- | --------------------------------------------- | ------------------------ | ------- | --------- |
| 2010 | Чемпионат мира по лёгкой атлетике в помещении | Доха, Катар              | 9 (q1)  | 7,64 м    |
| 2014 | Чемпионат мира по лёгкой атлетике в помещении | Сопот, Польша            | 16 (q1) | 7,43 м    |
| 2015 | Чемпионат мира по лёгкой атлетике             | Пекин, Китай             | 9       | 7,95 м    |
| 2016 | Чемпионат мира по лёгкой атлетике в помещении | Портленд, США            | 4       | 8,19 м    |
| 2016 | Летние Олимпийские игры                       | Рио-де-Жанейро, Бразилия |         | 8,38 м    |
| 2017 | Чемпионат мира по лёгкой атлетике             | Лондон, Великобритания   | 17 (q)  | 7,84 м    |
| 2019 | Чемпионат мира по лёгкой атлетике             | Доха, Катар              | 2       | 8,39 м    |